# Щедровицкий, Пётр Георгиевич (старший)
Пётр Гео́ргиевич Щедрови́цкий (1899, Смоленск — 1972) — заместитель начальника дивизии в Гражданскую войну (при этом имел два ромба, что по званию соответствовало должности начальника дивизии), впоследствии инженер, хозяйственный руководитель авиационной промышленности.

## Биография
Родился в 1899 году в Смоленске, в семье Гирша Янкелевича Щедровицкого (1855—?), уроженца Брест-Литовска, и Раси Львовны Сольц. Мать приходилась двоюродной сестрой А. А. Сольцу. Дед, купец третьей гильдии и потомственный почётный гражданин Лейб Меерович Сольц, уроженец Вороново Лидского уезда, был сыном купца первой гильдии в Вильне.
После Гражданской войны учился в МВТУ (с перерывом, окончил в 1927 году), работал в прессе, в Народном комиссариате финансов.
Один из создателей авиационной промышленности СССР. Был начальником Специального проектного бюро Наркомата Авиапрома (с 1939 года), директором Оргавиапрома. Кавалер двух орденов Красной Звезды (1944, 1945) и Трудового Красного Знамени (1942), лауреат Сталинской премии III степени (1946) за усовершенствование методов строительных работ авиазаводов.
В 1948—1949 годах подвергся преследованиям за критику организации авиационного дела и уволен из отрасли. Работал на строительстве комплекса МГУ на Ленинских (ныне — Воробьёвых) горах.
Умер в 1972 году.

## Семья
- Братья — Соломон Григорьевич Щедровицкий (1879—1947), эндокринолог и физиолог, профессор ЛГУ[7]; Лев Григорьевич Щедровицкий, участник революционного движения. Сестра — Любовь Гиршевна Щедровицкая, врач, участница революционного движения.
- Сыновья — Георгий Петрович Щедровицкий, философ, и Лев Петрович Щедровицкий (род. 1933), инженер и методолог науки[8].
- Двоюродный брат — Яков Самуилович Щедровицкий (1907—1994), учёный-металлург, специалист по ферросплавам, лауреат Государственной премии СССР[9].
- Племянник — Савелий Соломонович Шедровицкий, метролог и аэромеханик, автор монографий «Современные весоизмерительные приборы» (М.: Стандартгиз, 1958), «Техника измерения массы» (М.: Стандартгиз, 1961) и других.

## Награды и премии
- Орден Трудового Красного Знамени (1942)[10]
- Орден Красной Звезды (1944, 1945)
- Сталинская премия третьей степени (1946) — за разработку проекта и коренное усовершенствование методов строительных работ, обеспечивших скоростное строительство авиационных заводов[11]